# Château de Kremenets
Le château de Kremenets (Сидорівський замок) est une imposante ruine d'une forteresse construite par Marcin Kalinowski à Kremenets, une ville située dans l'oblast de Ternopil, en Ukraine.
Le château est perché sur une colline qui surplombe la ville. Il a été nommé (ukrainien : Кременецький замок, lituanien : Kremenecio pilis, polonais : zamek w Krzemieńcu).
Place forte il eut à résister à André II de Hongrie en 1226, en 1240 – 1241 à Batu Khan de la Horde d'or et encore en 1255. En 1261, Vassilko Romanovitch le démantela sur la demande de Boroldaï ; il fut relevé par ses nouveaux propriétaires Vytautas le Grand, Lioubartas et Švitrigaila. En 1536, il devint la propriété de Bona Sforza qui le rénova et l'étendit, il revint ensuite dans le douaire des rois de Pologne. Il fut pris en 1648 par Maksym Kryvonis qui en massacra une partie de la population.

## En images

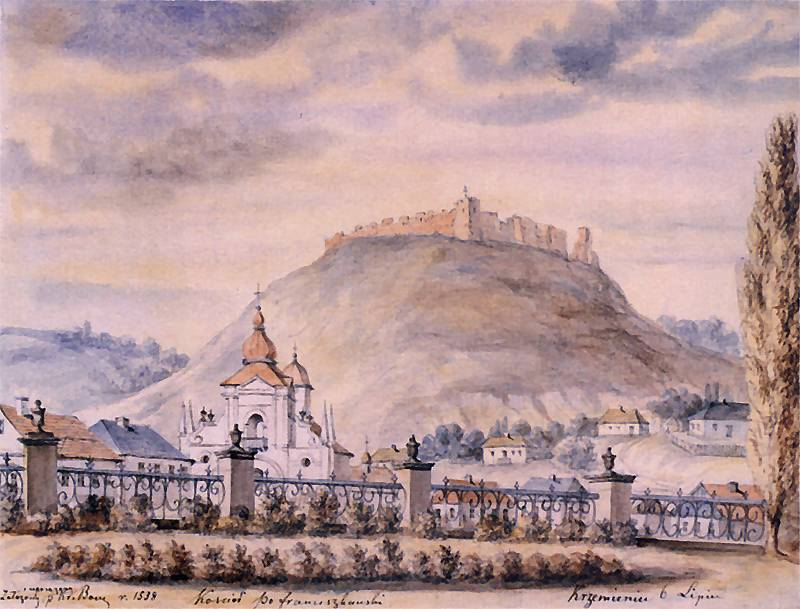
Vers 1880.
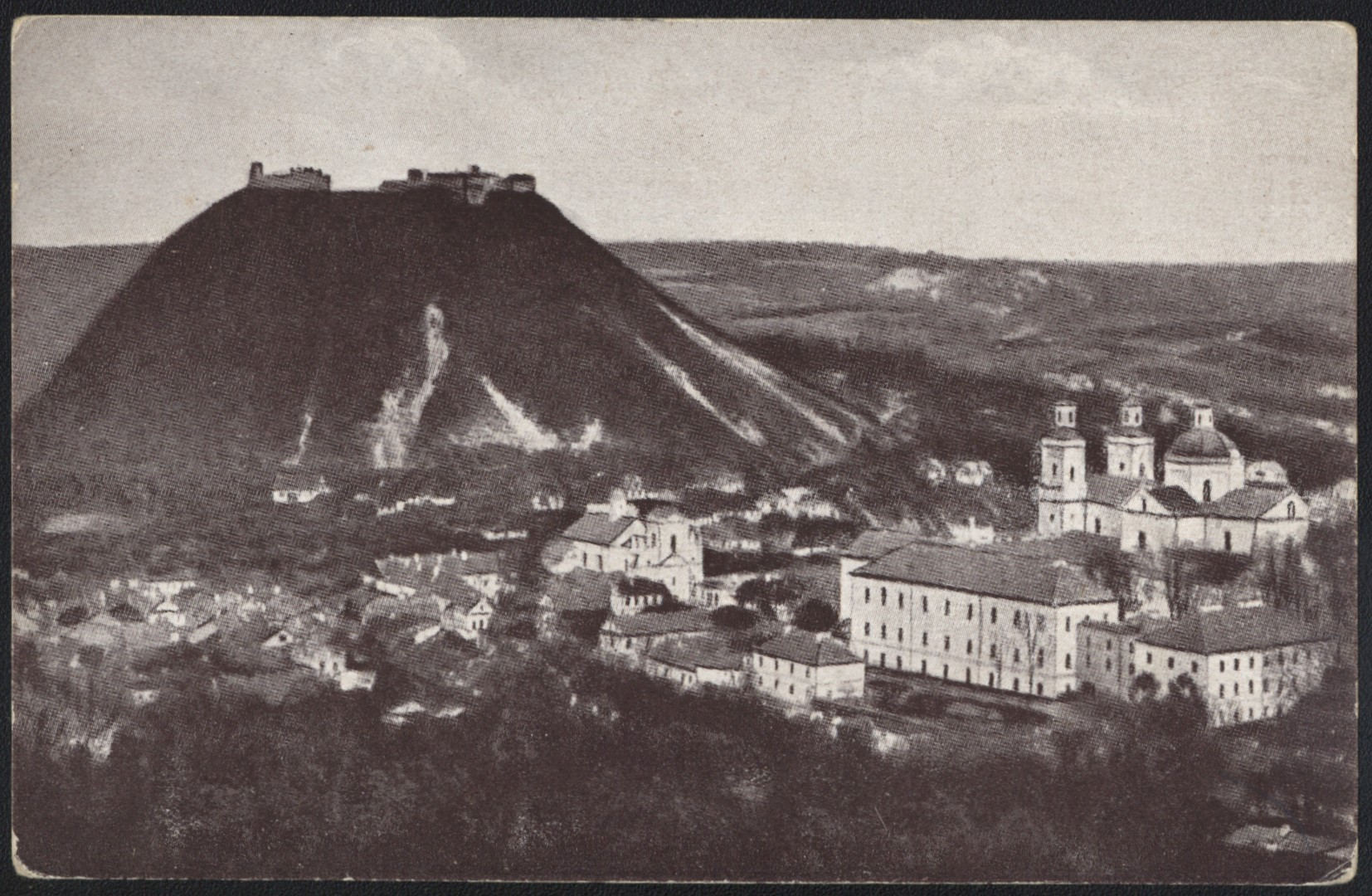
En 1914.
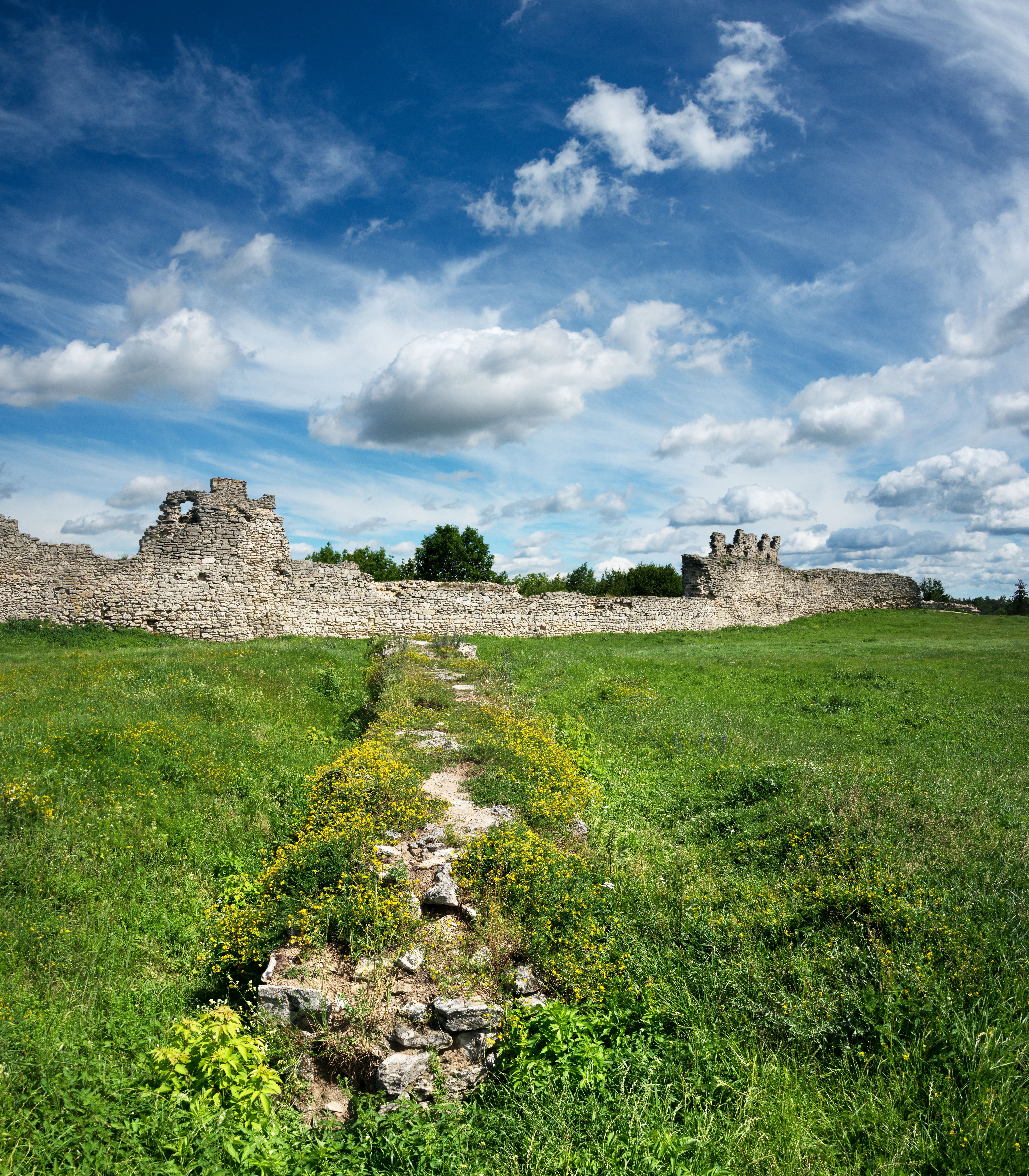
Les murs.
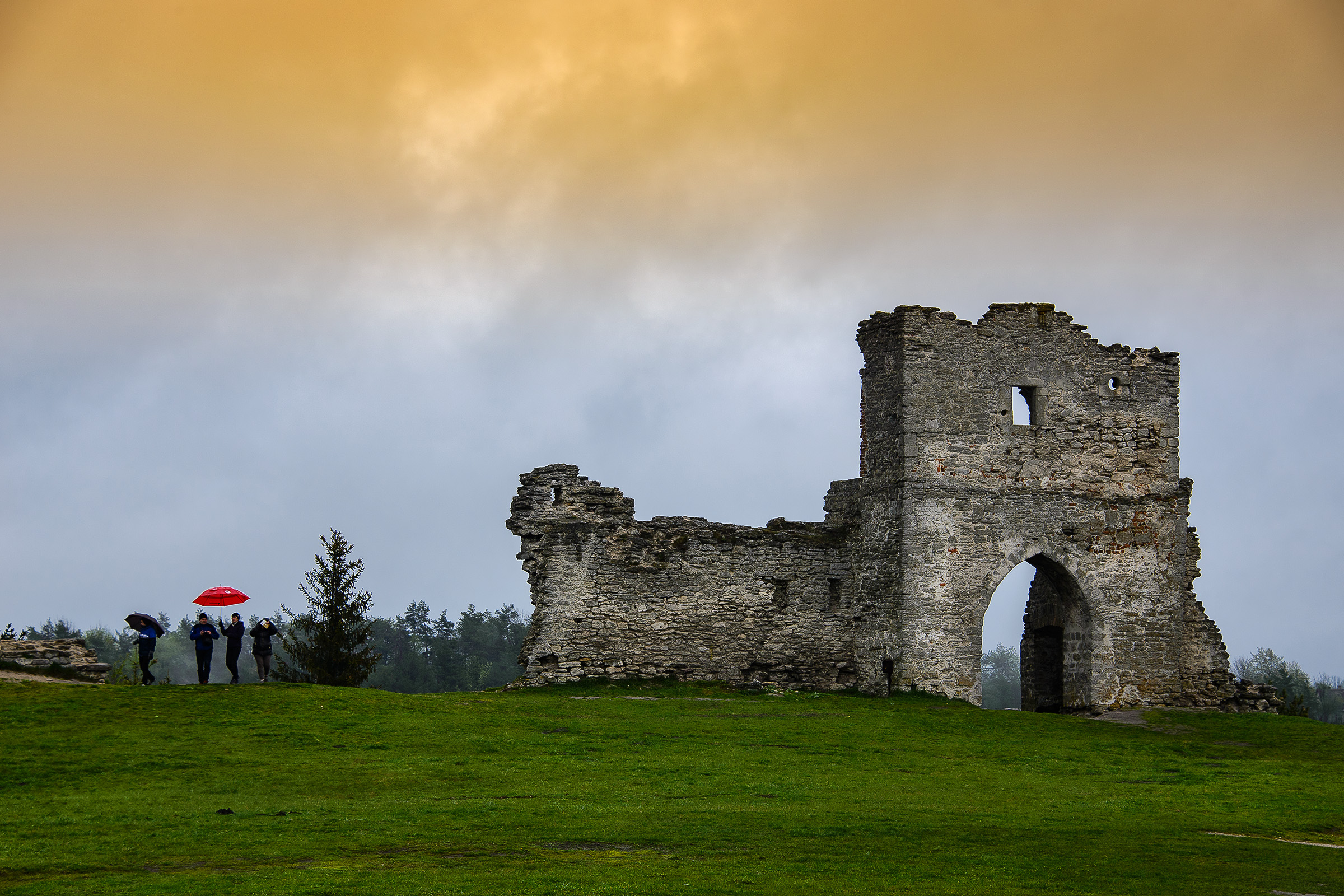
La porte.